# Битва при Рафии
Битва при Рафии (217 до н. э.) — сражение между войсками Антиоха III Великого и армией Птолемея IV Филопатора во время Четвёртой Сирийской войны (219—217 года до н. э.) за Келесирию. Одно из крупнейших сражений эллинистического периода.

## Предыстория
Два сильнейших эллинистических государства в III веке до н. э., Египет Птолемеев и Империя Селевкидов, неоднократно боролись за контроль над Сирией, что породило серию конфликтов, известных как Сирийские войны. Предприимчивый селевкидский царь Антиох III, занявший трон в 223 году до н. э., достаточно быстро укрепил своё положение и смог выступить против птолемеевского Египта.
После первого неудачного вторжения в Келесирию в 221 году до н. э., Антиох в 219 году до н. э. начал новую войну с Египтом, захватив Селевкию Пиерию и развернув наступление в Финикии и Палестине. Египетский двор, чередуя переговоры с Антиохом с малыми военными действиями, смог затянуть войну. К 217 году до н. э. Антиох захватил практически всю Келесирию, однако за это время армия Египта значительно укрепилась: греческие командиры муштровали воинов в лагерях, шёл набор и подготовка новобранцев, свежие наёмники стекались в армию из-за моря. Старые кадры были распущены, войска перегруппированы в соответствии с тем, каким видом оружия они владели, исходя из своей национальной принадлежности и возраста. Чрезвычайная ситуация привела к одному эпохальному нововведению. Царский двор решил создать фалангу из этнических египтян, помимо обычной фаланги из греческих и македонских воинов; двадцать тысяч крестьян были вооружены по македонскому образцу, обучены владеть длинной македонской сариссой и по команде двигаться единым строем, как македоняне.

## Военные действия перед битвой
В июне 217 году до н. э. Птолемей IV совершил форсированный марш за 5 дней в южную Палестину и стал лагерем в 50 стадиях от Рафии (совр. Рафах на севере пустыни Негев). Антиох, узнав о приближении врага, оставил Акру и поспешно проследовал по береговой линии через Газу к Рафии.
Фантастическая скорость пятидневного марша 75-тысячного войска Птолемея со всем обозом под палящим июньским солнцем Синайской пустыни, 180 километров от Пелусия до поля боя, по 36 километров в день, предполагает, что Птолемей стремился избежать неблагоприятной местности и сам выбрать место битвы. Расчёты Птолемея должны были основываться на оценке наличных войск. Он мог рассчитывать на подавляющее численное превосходство в фаланге, но ввиду контроля Селевкидов над верхними сатрапиями он мог ожидать, что будет сильно уступать в кавалерии, лёгкой пехоте и в качестве слонов. Птолемей выбрал местом для битвы проход в песках, ограниченный с обеих сторон дюнами; правый край птолемеевской линии упирался в холм Кефар-Шан. Птолемеевские стратеги выбрали это место специально, чтобы затруднить противнику возможность реализовать своё превосходство в коннице (и в этом они ошиблись, так как в связи с нестабильной ситуацией в восточных сатрапиях всадников у Антиоха оказалось куда меньше, чем ожидалось), боевых слонах и лёгкой пехоте. Дюны должны были помешать селевкидскому царю выставить на поле боя все свои мобильные части и окружить птолемеевскую пехоту.

## Силы сторон
Согласно Полибию, у Птолемея было 70 тысяч пехотинцев, 5 тысяч кавалеристов и 73 боевых слона, у Антиоха 62 тысячи пехотинцев, 6 тысяч кавалеристов и 102 слона.

### Армия Птолемея
Незадололго до битвы Птолемей собрал и обучил в Александрии крупное войско, наняв для этой цели множество военачальников. Его войска состояли из 3 тысяч гипаспистов под командованием магнета Эврилоха, 2 тысяч пельтастов под командованием беотийца Сократа, 20 500 македонских фалангитов под командованием Андромаха из Аспенда и Птолемея, сына Трасея, 8 тысяч греческих наёмников под командованием ахейца Фоксида, 2 тысячи критян под командованием Кнопия из Аларии и 1 тысяча лучников-неокритян под командованием Филона из Кносса. Также у него было 3 тысячи ливийцев вооружённых по македонскому образцу, под началом баркийца Аммония и 20 тысяч египтян под началом главного министра Сосибия. Кроме того, он нанял 4 тысяч фракийцев и галлов из Египта и ещё 2 тысячи из Европы под командованием фракийца Дионисия.
Его собственная кавалерия (tis aulis) насчитывала 700 человек, а местная (egchorioi) и ливийская конница под командованием Поликрата из Аргоса — ещё 2300 человек. Греческую и наёмную кавалерию численностью 2000 человек возглавлял фессалиец Эхекрат. Также армию Птолемея сопровождали 73 слона.

### Армия Антиоха
Согласно Полибию, Антиох имел до 5 тысяч легковооружённых воинов кочевого народа даев, карманиев, киликийцев под командованием македонянина Биттака. Под начальством этолийца Теодота находился отборный корпус аргираспидов («серебряных щитов») численностью 10 тысяч человек. Фаланга насчитывала до 20 тысяч человек, её возглавляли Никарх и Теодот Гемиолий. Также у Антиоха было 2 тысячи лучников и пращников из агриан и персов, с ними 1 тысяча фракийцев под начальством Менедема. 5 тысяч мидийцев, киссиев, кадусиев, карманиев находились под командованием мидийца Аспасиана. Забдибель возглавлял 10 тысяч арабов и воинов из соседних с ними народов. Во главе 5 тысяч греческих наёмников стоял фессалиец Гипполох. Критян было 1,5 тысячи человек под командою Эврилоха, 1 тысяча неокритян под командой гортинца Зелиса. К ним были присоединены 500 метателей дротиков из лидийцев и 1 тысяча кардаков с галатом Лисимахом. Всей конницы насчитывалось до 6 тысяч; во главе 4 тысяч поставлен был племянник царя Антипатр, а остальными командовал Темисон.

## Сражение

### Перед битвой
Антиох первоначально разбил свой лагерь на расстоянии 10 стадий (около 2 км), а затем только 5 стадий (около 1 км) от своего противника. Битва началась с серии небольших стычек, после которых началось основное сражение.
В ночь перед битвой военачальник Антиоха Теодот с двумя сопровождающими добрался до вражеского лагеря с целью убить Птолемея IV. Теодот проник неузнанным в царскую палатку (где, как он узнал ранее, Птолемей принимал посетителей), вывел из строя троих спавших там людей и сумел вернуться к своим. Однако, как оказалось, царя в палатке не было, и покушение не состоялось.

### Диспозиция
Птолемей поставил Поликрата с подчинённой ему конницей на левом фланге. Между ним и фалангой стояли критяне, вслед за ними царская агема, дальше пельтасты с Сократом во главе, примыкавшие к ливийцам в македонском вооружении. На правом фланге находился фессалиец Эхекрат с конницей; возле него с левой стороны стояли галаты и фракийцы; вслед за ними во главе эллинских наёмников находился Фоксид, примыкая к египетской фаланге. Сорок слонов стояли на левом фланге, которыми должен был командовать во время битвы сам Птолемей, тридцать три слона поставлены перед правым флангом вблизи наёмной конницы.
Антиох поставил шестьдесят слонов под командою товарища детства Филиппа перед правым крылом, на котором сам царь желал вести битву против агемы Птолемея, за ними поставил две тысячи конницы под начальством Антипатра и присоединил к ним другие две тысячи, выстроенные дугой. В той же линии подле конницы поставлены были критяне, к ним примыкали греческие наёмники, а между ними находились пять тысяч воинов из числа вооружённых по-македонски под начальством македонянина Биттака. Что касается построения левого фланга, то прежде всего на нём стояло две тысячи конницы под начальством Темисона, подле них поставлены кардаки и лидийские метатели дротиков, вслед за ними три тысячи легковооружённых воинов под начальством Менедема, за ними киссии, мидяне и кармании, а подле них, примыкая к фаланге, арабы вместе с соседними народами. Остальных слонов Антиох поместил перед левым флангом под командою некоего Мииска, из числа приближённых к царю отроков.
Египетская фаланга была поставлена справа, то есть напротив фаланги Селевкидов, состоящей из резервистов военных поселений, а не против намного более подготовленного контингента аргираспидов, гвардейской пехоты, которые оказались связаны Птолемеевой «фалангой», составленной из военных поселенцев европейского происхождения. Их положение справа от центра также имело целью избежать психологическое воздействие на эти неопытные войска от возможного развала левого фланга, так как неудача на Птолемеевом правом фланге была менее вероятна.

### Ход сражения
Битва началась ударом Селевкидских слонов на правом фланге. Полибий оставил описание боевых действий слонов в битве при Рафии:
Некоторые слоны Птолемея бросились на врагов; помещавшиеся на слонах воины доблестно сражались с башен; действуя сарисами на близком расстоянии, они наносили удары друг другу, но ещё лучше дрались животные, с ожесточением кидаясь одни на других. Борьба слонов происходит приблизительно таким образом: вонзив друг в друга клыки и сцепившись, они напирают со всею силою, причём каждый желает удержать за собою занимаемое место, пока не одолеет сильнейший и не отведёт в сторону хобота противника. Лишь только победителю удается захватить побеждённого сбоку, он ранит его клыками подобно тому, как быки рогами. Птолемеевы слоны большею частью страшились битвы, что бывает обыкновенно с ливийскими слонами. Дело в том, что они не выносят запаха и рёва индийских слонов, пугаются, как я полагаю, роста их и силы и убегают тотчас ещё издалека. Так случилось и теперь. В беспорядке звери стали теснить ряды своих же воинов, и под их напором агемат Птолемея подался назад; тогда на Поликрата и его конницу ударил Антиох, обогнув слонов и приблизившись к неприятелю.
Слабые слоны Птолемеев были отброшены и смяли свою собственную конную гвардию в тылу, которая в это же самое время подверглась фланговой атаке вражеской кавалерии под личным командованием Антиоха, который разгромил Птолемеевскую конницу левого фланга и начал стремительное преследование. Птолемею удалось ускользнуть и присоединиться к рядам фалангитов в центре. Обратное произошло на другом фланге, где Птолемевская кавалерия правого фланга взяла верх почти таким же способом.
Наконец, в бою сошлись сирийская и египетская фаланги. Здесь египтяне, подбадриваемые личным присутствием Птолемея, общим натиском опрокинули сирийскую фалангу, а египетская конница и наёмники довершили разгром. Антиох, увлечённый преследованием бегущего врага на правом крыле, слишком поздно заметил опасность и был вынужден отступить со всей своей бегущей армией к Рафии, откуда далее отошёл в своё царство.

### Потери
Антиох потерял около десяти тысяч пехоты и больше трёхсот человек конницы; в плен попало более четырёх тысяч человек. Из слонов три остались на поле битвы, два умерло от ран. Птолемеевская армия потеряла около тысячи пятисот человек пехоты и до семисот человек конницы; слонов пало шестнадцать, большая часть захвачена неприятелем.

## Последствия
Антиох, отступив в пределы своего царства, предложил мир, который Птолемей охотно принял. По условиям мира Антиох потерял все приобретения в Сирии, кроме Селевкии Пиерии. Серьёзное поражение заставило Антиоха приостановить наступление на Египет и заняться подавлением сепаратизма в своём царстве. Однако поражение не было катастрофическим — о том, что селевкидская армия отнюдь не была наголову разбита, косвенно свидетельствуют чрезвычайно мягкие условия мирного договора, завершившего войну. Птолемей ограничился лишь «лёгкими угрозами и укоризнами» по поводу случившегося. Антиох быстро оправился от поражения, если вообще счёл себя побеждённым. Поражение при Рафии не означало крушения планов Антиоха, а лишь отсрочило их выполнение. Сразу же после улаживания конфликта с Птолемеями Антиох занялся покорением Малой Азии.
Победа при Рафии вновь утвердила власть Птолемеев в их азиатских владениях, но имела неожиданные последствия для внутренней жизни Египта. После победы Птолемей без боя захватил Рафию и другие города Келесирии. Согласно Рафийскому декрету, сразу после битвы Птолемей вторгся во владения Селевкидов, но из-за некоей «измены, которую замыслили командующие отрядами» (видимо, речь о восстании египтян против власти Птолемеев) кампанию пришлось свернуть на 21-й день. Египтяне, обученные биться в строю фаланги и сыгравшие решающую роль в битве, выступили против иноземных правителей, которыми они считали Птолемеев, что привело к затяжному восстанию. Подробности восстания неизвестны; оно, по видимому, носило характер нерегулярных военных действий, вспыхивавших то тут, то там. Полибий отмечает, что внутренняя война велась с чрезвычайной жестокостью с обеих сторон, но не было регулярного сражения или осады. Экономический упадок и разруха в ходе восстания привели к общему кризису государства Птолемеев, пассивности правительства Филопатора в области внешней политики и, в результате, потере Келесирии, которая через пятнадцать лет была захвачена Селевкидами.
Битва при Рафии произошла в тот же день, что и битва при Тразименском озере в ходе Второй пунической войны.

### Комментарии
1. ↑  Потери составили примерно 1/6 часть армии Антиоха[16]